# 達泊西汀
達泊西汀（INN：dapoxetine），商品名 Priligy 必利劲，属于一种快速起效和代谢的选择性5-羟色胺再吸收抑制剂（SSRI），是一款用于治療16至84周岁男性早泄的藥物，通常可将射精前性交时长延长至原先的3至4倍。
達泊西汀起效时间短，约60分钟；应当在性交前按需服用，而非长期服用。起效后作用将持续6至8小时。每24小时最多服用1次，单次剂量30毫克。若首次服用后无效，可将单次剂量增加至60毫克。
达泊西汀最早由美国礼来公司开发，后在2003年被售予美国强生公司，并于2004年作为治疗早发性射精的药物被提交给美国食品药品监督管理局进行批准。在美国，从2003年起达泊西汀就一直处于III期临床试验阶段，但一般认为它将会很快上市。2012年，意大利美纳里尼公司获取了达泊西汀的商业权利，包括在欧洲、大部分的亚洲、非洲、拉丁美洲以及中东进行销售的权利。
同年也已獲得美國食品藥物管理局批准，目前已通过了中国、芬蘭、瑞典、葡萄牙、奧地利、意大利、西班牙等國的審批。

## 使用禁忌
达泊西汀不适用于患有躁郁症或伴有狂躁、癫痫等突发性痉挛症状的患者。
不建议用于患有心脏病（心力衰竭或心律紊乱）或肝病，或正在接受精神分裂症、抑郁症、躁郁症或偏头痛（曲普坦类药物）治疗的患者，因为可能会出现血清素综合征。
达泊西汀与抗生素利奈唑胺、止痛药曲马多、安眠药色氨酸、圣约翰草及任何其他增加5-HT水平的药物不相容，例如曲普坦类偏头痛药物、 SSRI类或SNRI类抗抑郁药。不得与酮康唑、伊曲康唑、利托纳韦、沙奎那韦、泰利霉素、奈法唑酮、萘芬纳韦、阿扎那韦等强细胞色素P450 3A4抑制剂同时使用。

## 副作用
副作用輕微，引致暈眩、頭痛、腹瀉、口淡、胃痛、冒汗、耳鳴、鼻塞、視力模糊和血壓上升等。